# Campeonato Paulista de Futebol de 2019 - Série A2
O Campeonato Paulista de Futebol da Série A2 de 2019 foi a 73.ª edição do campeonato equivalente ao segundo nível do futebol paulista. Foi disputado entre 20 de janeiro e 1 de maio de 2019 por dezesseis equipes de todo o estado. Os dois mais bem colocados foram promovidos para a Série A1 de 2020, enquanto os dois últimos foram rebaixados para a Série A3. Por conta da fusão do Red Bull Brasil com o Bragantino foi aberta uma 3a vaga de promoção para a Série A1, que ficou com o Água Santa, o 3o colocado do torneio.

## Regulamento
Na primeira fase, as dezesseis equipes se enfrentaram em quinze rodadas e os dois últimos colocados caem para a Série A3, enquanto os oito primeiros avançarão para as quartas de final, em que o primeiro colocado enfrenta o oitavo, o segundo enfrenta o sétimo colocado, o terceiro enfrenta o sexto colocado e o quarto enfrenta o quinto colocado. Em esquema de mata-mata, os finalistas garantiram o acesso à Primeira Divisão de 2020.

## Critérios de desempate
Em caso de empate de pontos entre dois clubes, os critérios de desempates devem ser aplicados na seguinte ordem:
1. Número de vitórias
2. Saldo de gols
3. Gols marcados
4. Número de cartões vermelhos
5. Número de cartões amarelos
6. Sorteio público

## Equipes participantes
| Aumento | Equipes promovidas da Série A3 de 2018 |
| Baixa   | Equipes rebaixadas da Série A1 de 2018 |

| Equipe                                  | Cidade                | Em 2018  | Estádio                 | Capacidade | Títulos                           |
| --------------------------------------- | --------------------- | -------- | ----------------------- | ---------- | --------------------------------- |
| Esporte Clube Água Santa                | Diadema               | 13°      | Distrital de Inamar     | 10 000     | 0 (não possui)                    |
| Sport Club Atibaia                      | Atibaia               | 1º (A3)  | Décio Vitta             | 8 136      | 0 (não possui)                    |
| AA Internacional de Limeira             | Limeira               | 11º      | Limeirão                | 18 000     | 3 (1978, 1996 e 2004)             |
| Clube Atlético Juventus                 | São Paulo             | 14º      | Rua Javari              | 3 800      | 2 (1929, 2005)                    |
| Clube Atlético Linense                  | Lins                  | 15º (A1) | Gilberto Siqueira Lopes | 15 770     | 2 (1952 e 2010)                   |
| Nacional Atlético Clube                 | São Paulo             | 5º       | Nicolau Alayon          | 10 117     | 0 (não possui)                    |
| Clube Atlético Penapolense              | Penápolis             | 9º       | Tenente Carriço         | 8 769      | 0 (não possui)                    |
| Associação Portuguesa de Desportos      | São Paulo             | 12°      | Canindé                 | 21 004     | 2 (2007 e 2013)                   |
| Associação Atlética Portuguesa Santista | Santos                | 2º (A3)  | Ulrico Mursa            | 7 635      | 1 (1964)                          |
| Rio Claro Futebol Clube                 | Rio Claro             | 10º      | Schmidtão               | 6 284      | 0 (não possui)                    |
| São Bernardo Futebol Clube              | São Bernardo do Campo | 3º       | Primeiro de Maio        | 13 440     | 1 (2012)                          |
| Esporte Clube Santo André               | Santo André           | 16º (A1) | Bruno José Daniel       | 13 440     | 4 (1975, 1981, 2008 e 2016)       |
| Sertãozinho Futebol Clube               | Sertãozinho           | 6º       | Frederico Dalmaso       | 7 860      | 0 (não possui)                    |
| Esporte Clube Taubaté                   | Taubaté               | 7º       | Joaquim de Morais Filho | 9 600      | 2 (1954 e 1979)                   |
| Clube Atlético Votuporanguense          | Votuporanga           | 8º       | Plínio Marin            | 7 464      | 0 (não possui)                    |
| Esporte Clube XV de Novembro            | Piracicaba            | 4º       | Barão de Serra Negra    | 18 000     | 5 (1947, 1948, 1967, 1983 e 2011) |

| Água Santa Atibaia Inter de Limeira Linense Penapolense Portuguesa Santista Rio Claro S. Bernardo Santo André Sertãozinho Taubaté Votuporanguense XV de Piracicaba São Paulo São Paulo: Juventus Nacional PortuguesaLocalização das equipes participantes da Série A2 de 2019. |

## Segunda fase
Em itálico, os times que possuem o mando de campo no primeiro jogo do confronto e em negrito os times classificados.
|  | Quartas de final    | Quartas de final | Quartas de final | Quartas de final |      |                  | Semifinais | Semifinais | Semifinais | Semifinais |  |                  | Final | Final | Final | Final |  |  |
|  |                     |                  |                  |                  |      |                  |            |            |            |            |  |                  |       |       |       |       |  |  |
|  |                     |                  |                  |                  |      |                  |            |            |            |            |  |                  |       |       |       |       |  |  |
|  | Juventus-SP         | 0                | 1                | 1                |      |                  |            |            |            |            |  |                  |       |       |       |       |  |  |
|  | XV de Piracicaba    | 1                | 1                | 2                |      |                  |            |            |            |            |  |                  |       |       |       |       |  |  |
|  | XV de Piracicaba    | 1                | 1                | 2                |      | XV de Piracicaba | 0          | 2          | 2(3)       |            |  |                  |       |       |       |       |  |  |
|  |                     |                  |                  |                  |      | XV de Piracicaba | 0          | 2          | 2(3)       |            |  |                  |       |       |       |       |  |  |
|  |                     | Inter de Limeira | 0                | 2                | 2(4) |                  |            |            |            |            |  |                  |       |       |       |       |  |  |
|  | Portuguesa Santista | Inter de Limeira | 0                | 2                | 2(4) | 0                | 2          | 2          |            |            |  |                  |       |       |       |       |  |  |
|  | Portuguesa Santista |                  |                  |                  |      | 0                | 2          | 2          |            |            |  |                  |       |       |       |       |  |  |
|  | Inter de Limeira    | 2                | 2                | 4                |      |                  |            |            |            |            |  |                  |       |       |       |       |  |  |
|  | Inter de Limeira    | 2                | 2                | 4                |      |                  |            |            |            |            |  | Inter de Limeira | 2     | 1     | 3     |       |  |  |
|  |                     |                  |                  |                  |      |                  |            |            |            |            |  | Inter de Limeira | 2     | 1     | 3     |       |  |  |
|  |                     | Santo André      | 1                | 3                | 4    |                  |            |            |            |            |  |                  |       |       |       |       |  |  |
|  | Rio Claro           | Santo André      | 1                | 3                | 4    | 1                | 1          | 2 (4)      |            |            |  |                  |       |       |       |       |  |  |
|  | Rio Claro           |                  |                  |                  |      | 1                | 1          | 2 (4)      |            |            |  |                  |       |       |       |       |  |  |
|  | Santo André         | 0                | 2                | 2 (5)            |      |                  |            |            |            |            |  |                  |       |       |       |       |  |  |
|  | Santo André         | 0                | 2                | 2 (5)            |      | Santo André      | 2          | 2          | 4          |            |  |                  |       |       |       |       |  |  |
|  |                     |                  |                  |                  |      | Santo André      | 2          | 2          | 4          |            |  |                  |       |       |       |       |  |  |
|  |                     | Água Santa       | 0                | 3                | 3    |                  |            |            |            |            |  |                  |       |       |       |       |  |  |
|  | Água Santa          | Água Santa       | 0                | 3                | 3    | 5                | 2          | 7          |            |            |  |                  |       |       |       |       |  |  |
|  | Água Santa          |                  |                  |                  |      | 5                | 2          | 7          |            |            |  |                  |       |       |       |       |  |  |
|  | Taubaté             | 0                | 0                | 0                |      |                  |            |            |            |            |  |                  |       |       |       |       |  |  |

## Premiação
| Campeonato Paulista de 2019 - Série A2 |
| -------------------------------------- |
| Santo André Campeão (5° título)        |

## Classificação geral
- O  Água Santa foi promovido para a Série A1 de 2020 por conta da fusão do Red Bull Brasil com o Bragantino[1]

## Artilheiros
Atualizado em 9 de abril de 2019
| Pos. | Nome          | Clube               | Gols |
| ---- | ------------- | ------------------- | ---- |
| 1    | Alvinho       | Água Santa          | 11   |
| 2    | Dadá Belmonte | Água Santa          | 9    |
| 3    | Caio Mancha   | Taubaté             | 6    |
| 3    | Elton         | Rio Claro           | 6    |
| 3    | Ronaldo       | XV de Piracicaba    | 6    |
| 3    | Rodriguinho   | Portuguesa Santista | 6    |